# Niestachów
Niestachów – wieś w Polsce położona w województwie świętokrzyskim, w powiecie kieleckim, w gminie Daleszyce.
| SIMC    | Nazwa               | Rodzaj      |
| ------- | ------------------- | ----------- |
| 0236642 | Leśniczówka Kryczka | osada leśna |
| 0236659 | Podjabłonne         | część wsi   |

W latach 1975–1998 miejscowość administracyjnie należała do województwa kieleckiego.
W miejscowości funkcjonuje jednostka OSP należąca do Krajowego Systemu Ratownictwa Gaśniczego. Działał tu klub piłkarski LZS Niestachów.
We wsi jest kościół pod wezwaniem Najświętszego Serca Pana Jezusa, oraz Szkoła Podstawowa im. Kornela Makuszyńskiego istniejąca od roku szkolnego 1928/1929.

## Turystyka
W miejscowości znajduje się kompleks wyciągów narciarskich. Trasy zjazdowe mają długość 450, 430, 150 i 80 metrów
Przez wieś przechodzi  niebieski szlak turystyczny z Chęcin do Łagowa.
Dojazd z Kielc zapewniają autobusy komunikacji miejskiej linii 14,11,41.